# NGC 2830
NGC 2830 (другие обозначения — UGC 4941, MCG 6-21-14, ZWG 181.23, ARP 315, PGC 26371) — линзовидная галактика в созвездии Рыси. Открыта Уильямом Гершелем в 1785 году. 
Галактика является единственной в своей группе с достаточно сильным инфракрасным излучением, также она — источник эмиссии в линиях атомарного водорода.
Этот объект входит в число перечисленных в оригинальной редакции «Нового общего каталога».